# 新北市三峽區汽車衝撞攻擊事件
新北市三峽區汽車衝撞攻擊事件發生於2025年5月19日下午4時，位於臺灣新北市三峽區國成街的北大國小旁。截至目前為止，已造成4死11傷。

## 經過
2025年5月19日16時04分左右，肇事駕駛余文正於路口左轉，因擦撞分隔島而倒車撞擊後方車輛後，左轉彎駛入新北市三峽區國成街，於國成街疾速奔馳8秒之過程中，余文正在閃避來車及完全未鳴喇叭之情況下，先擦撞路邊自行車騎士後，高速撞擊正行經國成街及國光街之機車騎士、學童及其他用路人，接著駛入復興路132巷再度衝撞行人，造成此事故總共4死11傷。
當下車禍發生後，附近商家、交通導護、學校教師及學生，於第一時間上前協助指揮現場，幫助傷者，為失去呼吸心跳者進行CPR，爭取黃金救援時間。
事故起初共有4人到醫院前失去呼吸心跳，皆為首波撞擊受害者，分別為第一位遭撞、正在等待紅燈的40歲機車洪姓女騎士，以及3名正在過馬路的新北市立三峽國民中學女學生，分別是兩名12歲的張姓與吳姓女童，以及13歲的劉姓女童，3人皆為同班同學。其中張姓女童經新北市立土城醫院醫療團隊搶救後恢復生命徵象，其餘3人則於到院後搶救無效，宣告不治。事發多日後，肇事者余文正歷經2次手術與12天治療後，於5月31日清晨7點20分宣告不治。

## 嫌疑人

### 肇事駕駛
肇事駕駛為時年78歲的余文正，三峽區龍學里里民。畢業於大同工學院，過去長年任職於大同公司且曾任高階主管，歷任公司董事、公司代表人、海外子公司總經理、精英電腦董事等職務，曾任大同大學董事會監察人。
余翁過去在大同公司的同事表示，余翁在駕車時與平常性格不同，經常變得焦慮易怒，有路怒症傾向。
肇事者余文正被送往亞東醫院後昏迷不醒，一直在加護病房搶救，並歷經多次手術，於5月31日上午7時20分因多重器官衰竭不治。

## 後續
余文正於國成街及國光街擦撞1輛自行車、撞擊3輛普通重型機車和行人後，沿復興路132巷繼續行駛，再次擦撞行人後，自撞分隔島才停下，傷者及OHCA患者目前被分送或自行前往恩主公、土城、亞東等醫院救治。
2025年5月20日下午經新北地檢署相驗，證實3名死者死因均為外力撞擊導致內臟破裂。
5月31日上午7時20分，余文正因傷勢嚴重，造成多重器官衰竭，經亞東醫院治療無效，宣布死亡。

### 司法調查程序
事後，肇事者余文正經警方調查後依《中華民國刑法》第276條過失致死罪立案偵辦。律師賴瑩真指出，雖然目前偵查方向為過失致死罪，但若檢警調查後認為余文正為故意駕駛失控暴衝汽車而致人於死，便有可能改依《中華民國刑法》第271條第1項殺人罪起訴，只是法院在審理時，可能會因「是否為確定故意犯罪」之實務判斷而有不同的科刑考量。後有網友在臉書社團發文稱，該男子曾於2020年犯下類似案例，當時駕駛小客車將一位女性以及嬰兒車撞倒在地，因此遭質疑是否為累犯。此事經新北市政府警察局證實，指余文正與2020年案件主謀應為同人。
運安會認定此事故列為重大公路事故，並立案調查，且在2025年5月20日取得余翁肇事車輛上的事故資料記錄器。
5月31日，因余文正已於檢察官偵查期間死亡，故臺灣新北地方檢察署將依《刑事訴訟法》第252條規定予以不起訴處分。另外，依新北市政府法制局說明，由於余文正之財產先前已遭法院裁定假扣押，因此其家屬仍須負擔民事賠償責任。
7月14日，臺灣新北地方檢察署完成司法鑑定與證據分析後，認定余文正雖無酒駕、毒駕或生理異常，但仍在人潮眾多時刻以超過時速100公里高速行駛，檢方據此認定其具備「不確定殺人故意」之重大嫌疑。惟因余文正已於偵查期間身亡，依法依《刑事訴訟法》第252條第6款規定處分不起訴。

### 政府官員反應

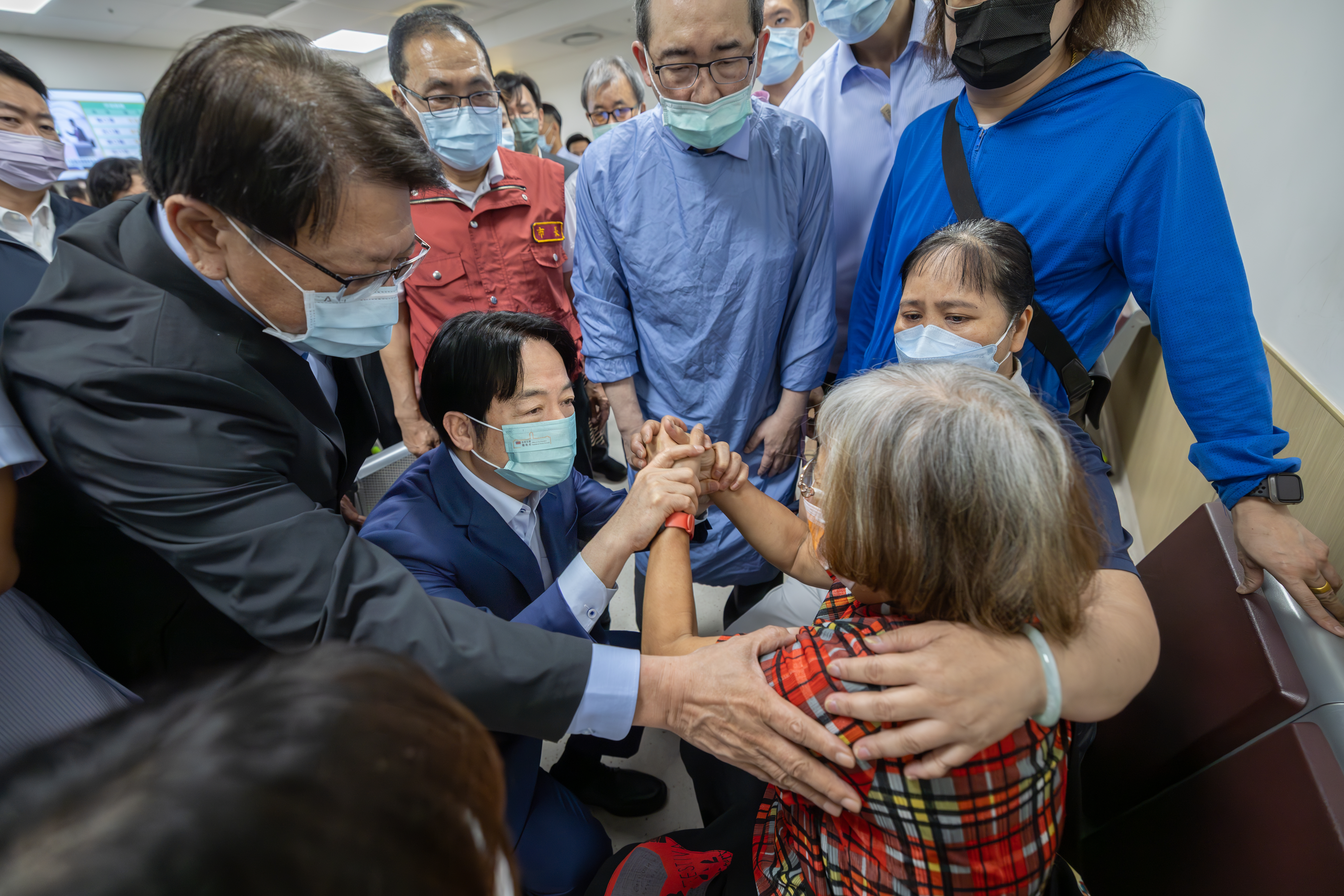
總統賴清德前往醫院探視傷患家屬

5月19日下午，新北市市長侯友宜趕赴醫院探訪傷者，表示「救人要緊」，指出救治傷患為當務之急。侯友宜同時責令警方組成專案小組，並命警方就此事進行詳細調查。同日晚間，中華民國總統賴清德、行政院院長卓榮泰亦分別前往各大醫院探視傷患與家屬，並表達慰問之情。教育部部長鄭英耀、立法委員蘇巧慧等則陪同前往探視。有傷患家屬當面向總統提出請願，希望政府正視高齡駕駛可能造成的交通安全問題，並請政府提案修法，預防憾事發生的可能，避免悲劇再次上演。行政院發言人李慧芝則稱，卓榮泰對此次事故深感痛心，已令衛生福利部成立緊急醫療專案，動用相關資源救治傷患，同時要求各部會積極協助家屬，並儘速釐清事故發生原因。
5月20日，新北市議員李宇翔於市議會質詢會議中指出，肇事者余文正曾於2022年獲選為三峽區模範父親，並詢問是否應撤銷其榮譽資格。對此，新北市政府社會局表示，他已違反模範父親應具備的標準，因此決定即刻撤銷其模範父親資格。同日上午，中華民國總統賴清德於總統府發表就職典禮一週年演說，而在演說開始前，則先表達對昨日發生的重大意外事故的關心。

### 各黨反應與檢討措施
事故發生後，立法院於5月20日召開院會時，立法院副院長江啟臣請在場所有立法委員在會前起立默哀一分鐘，以表哀傷追悼之情。
立法院各大黨團也呼籲進行交通制度改革，民主進步黨立法委員吳思瑤表示黨團已著手研究、討論如何改善臺灣高齡駕駛的制度問題，並舉行公聽會，聽取各界意見，包含換照制度、推動再教育與訓練課程等。同時，民主進步黨立法院黨團主張政府應推動高齡者再訓練，或教育課程的相關補助等誘因，鼓勵高齡人士接受輔導。中國國民黨立法委員陳玉珍則建議政府應全面檢討「道安專案」成效，並強化高齡駕駛、酒駕與毒駕相關規範，同時提高高齡換照門檻，落實視力、反應力等能力評估，以避免類似事件再度發生。陳玉珍並認為政府應同步規劃替代交通資源，如計程車補助或社區接駁，以兼顧安全與便利。
2025年5月21日，時代力量黨主席王婉諭、秘書長林邑軒、台灣基進秘書長吳欣岱、小民參政歐巴桑聯盟秘書長何語蓉、台灣綠黨共同召集人王彥涵於行政院前召開「高齡換照別打假球，定期回訓淘汰危險駕駛」記者會，針對此次事件強烈譴責行政院與交通部。

### 民間團體
行人零死亡推動聯盟
理事長陳愷寧發表聲明，希望喚起政府重視，同時呼籲政府應盡快調查本案、改善現行制度、檢討駕照考試門檻等。

### 抗爭行動
行人零死亡推動聯盟
理事長陳愷寧預告，5月25日將規劃號召人民集結，前往交通部抗議，將呼籲未來考照以及回訓制度的改善。
還路於民行人路權促進會
預告5月22日或23日將規劃前往行政院遞交陳情書外，另將前往事故現場舉辦紀念活動。
5月21日確定，行人零死亡推動聯盟、下一代人本交通促進會將在5月24日聯合主辦「保護下一代：交通工程改革，駕照全面回訓」遊行；還路於行人路權促進會則在5月22日舉行「三峽撞擊事件，向行政院請願書一同守護家人」行動，以及在5月24日主辦「交通罹難者默哀—白紙鶴追思活動。

## 影響
交通部於20日召開記者會，宣布欲研擬修正高齡駕駛人駕駛管理制度，包含下修換照年齡、新增換照檢驗項目、70歲以上駕駛繳回駕照提供TPASS補助，並預計於2026年實施。此外，交通部也將加嚴考照題目，未來筆試將取消是非題，全面改為選擇題，且選擇題的難度也將有所提升。針對無照駕駛行為，交通部將加重處分，對於無照累犯，將研擬罰鍰無上限，並考慮導入扣車、扣牌等措施。

## 紀念

### 追思祈福

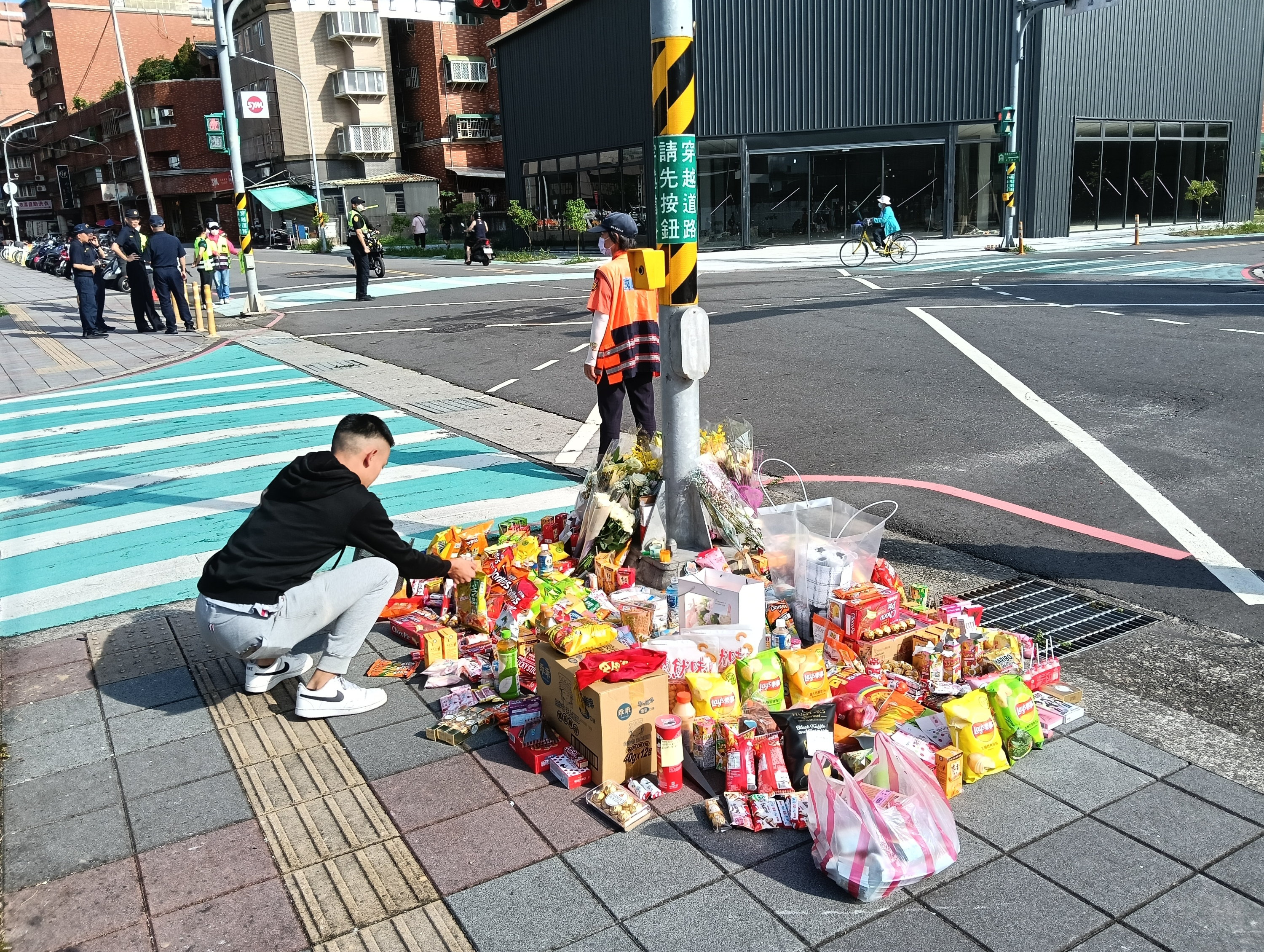
5月20日事故現場追思物

此案令臺灣社會深感震驚。事發後，為了紀念三位事故罹難者與重大事故，大批民眾自發前往事故現場擺放零食、鮮花、玩偶與新校服等物品，並為罹難者祈禱，表達深切的哀悼之意。當地民眾也將此次重大車禍事故稱為「519事件」，為之紀念。